# 1-й Поныровский сельсовет
1-й Поныровский сельсовет — муниципальное образование со статусом сельского поселения в Поныровском районе Курской области Российской Федерации.
Административный центр — село 1-е Поныри.

## История
Статус и границы сельсовета установлены Законом Курской области от 21 октября 2004 года № 48-ЗКО «О муниципальных образованиях Курской области».

## Население
| 2010 | 2012 | 2013 | 2014 | 2015 | 2016 | 2017 |
| ---- | ---- | ---- | ---- | ---- | ---- | ---- |
| 919  | ↘911 | ↘910 | ↘897 | ↘896 | ↘884 | ↘880 |
| 2018 | 2019 | 2020 | 2021 |      |      |      |
| ↗886 | ↗888 | ↘846 | ↘742 |      |      |      |

## Состав сельского поселения
| № | Населённый пункт | Тип населённого пункта       | Население |
| - | ---------------- | ---------------------------- | --------- |
| 1 | 1-е Поныри       | село, административный центр | 821       |
| 2 | Горелое          | хутор                        | 2         |
| 3 | Первое Мая       | хутор                        | 26        |
| 4 | Ржавец           | хутор                        | 14        |
| 5 | Тишина Лощина    | деревня                      | 34        |
| 6 | Широкое Болото   | деревня                      | 22        |